# Sundance (Utah)
Koordinaten: 40° 23′ 36″ N, 111° 35′ 19″ W
Sundance ist der Name eines Wintersportgebiets in den Wasatch Mountains des US-Bundesstaats Utah. Das Gebiet liegt an der Ostflanke des Mount Timpanogos in Utah County und ist über den Highway Utah-92 (auch als Alpine Loop Road bezeichnet) vom U.S. Highway 189 oder vom American Fork Canyon zu erreichen.
Das Skigebiet wurde in den 1950er Jahren als Timp Haven Ski Area nach dem Namen des Berges von einer Familie ursprünglich schottischer Einwanderer gegründet. 1969 kaufte der Schauspieler Robert Redford das Skigebiet und den zugehörigen umfangreichen Grundbesitz und benannte es nach seinem Rollennamen im Film Zwei Banditen (Originaltitel: „Butch Cassidy and the Sundance Kid“), der im selben Jahr in die Kinos gekommen war. Er ist bis heute der Eigentümer des Gebietes.
Das Skigebiet unterhält drei Haupt-Skilifte und einen Zubringer-Lift mit 44 Pisten aller Schwierigkeitsgrade sowie einen kleinen Schlepplift am Übungshang. Das Gebiet erstreckt sich über rund 650 Höhenmeter zwischen der Talstation auf 1860 m und dem höchsten Punkt mit 2515 m auf einem Rücken mit der Bearcrest Lodge, einer Skihütte. Außerdem werden rund 15 km Loipen für den Skilanglauf unterhalten und 10 km für Schneeschuh-Geher markiert und kontrolliert.
Das zugehörige Resort, ebenfalls namens Sundance liegt auf rund 1980 m etwa zwei Kilometer nördlich des Skigebietes und bietet Hotel- und Ferienhausunterkünfte.
Sundance heißt auch das von Redford gegründete Sundance Institute, das neben der Ausbildung junger Filmemacher auch das jährlich stattfindende Sundance Film Festival organisiert. Institut und Festival haben Veranstaltungen im Skigebiet, aber ihr jeweiliger Hauptort ist das etwa 50 km entfernte, östlich der Wasatch Mountains gelegene Park City.